# Bogunów
Bogunów (niem. Bogenau) – wieś w Polsce, w województwie dolnośląskim, w powiecie wrocławskim, w gminie Żórawina.

## Nazwa
Nazwa pierwotnie notowana w 1175 jako Bogonouwe, w 1177 Bogunowo, w latach 1202 oraz 1231 i 1232 Bogunovo, 1221 Bogunove, 1352 Bogunovo oraz Bogonow, 1455 Bogenaw.
Niemiecki językoznawca Paul Hefftner wywodzi bezpośrednio od nazwy określającej w językach słowiańskich istotę wyższą – Boga, podając m.in. polskie określenie – „vom poln. bóg”. Nazwa nawiązuje być może do czasów pogańskiego kultu bądź wprowadzenia chrześcijaństwa na tych ziemiach.
Niemcy zgermanizowali nazwę na Bogenau, w wyniku czego utraciła ona swoje pierwotne znaczenie. 9 września 1947 r. ustalono polską nazwę miejscowości – Bogunów.

## Administracja
W latach 1975–1998 miejscowość należała administracyjnie do województwa wrocławskiego.

## Historia
W 1933 r. w miejscowości mieszkało 397 osób, a w 1939 roku – 396 osób.

## Zabytki
Do rejestru zabytków Narodowego Instytutu Dziedzictwa wpisany jest:
- park dworski z XIX wieku.

W miejscowości znajduje się także granitowy krzyż kamienny, datowany na średniowiecze. Jedna z hipotez tłumaczących jego powstanie mówi, że jest to tzw. krzyż pokutny. Hipoteza ta nie ma jednak oparcia w żadnych dowodach i ukuta jest wyłącznie na nieuprawnionym, błędnym założeniu, że wszystkie stare kamienne monolitowe krzyże, są krzyżami pokutnymi.